# HSM Orion - Sirius
De serie HSM Orion - Sirius was een serie van twee breedsporige stoomlocomotieven van het type Patentee van de Hollandsche IJzeren Spoorweg-Maatschappij (HSM).
De locomotieven werden gebouwd door Société du Renard in Brussel. De Orion kwam in 1842 in dienst, de Sirius volgde in 1843. Dit waren de enige twee locomotieven die de HSM bij deze Belgische fabrikant liet bouwen.
De locomotieven deden dienst op het gehele breedsporige traject van de HSM, van Amsterdam via Haarlem naar Leiden, in 1843 verlengd naar Den Haag en in 1847 naar Rotterdam.
Nadat het spoor van de Nederlandsche Rhijnspoorweg-Maatschappij (NRS) in de periode 1854-1855 was omgebouwd van breedspoor tot normaalspoor, probeerde de HSM een aantal van de bij de NRS overbodig geraakte jongere breedspoorlocomotieven over te nemen, ter vervanging van de oudste eigen locomotieven. De NRS had deze echter al aan de handelaar B.J. Nijkerk in Amsterdam verkocht. Met deze handelaar kwam de HSM overeen om twaalf locomotieven te ruilen met bijbetaling van 2000 gulden per locomotief. In 1858 wilde de HSM de locomotieven Orion en Sirius ruilen tegen de NRS locomotieven 11 Etna en 20. Door noodzakelijke herstelwerkzaamheden bleven de Orion en Sirius nog tot respectievelijk 1861 en 1859 in dienst.
| Fabrieksnummer | Naam   | In dienst | Uit dienst | Bijzonderheden             |
| -------------- | ------ | --------- | ---------- | -------------------------- |
| 18             | Orion  | 1842      | 1861       | Geruild tegen NRS 11 Etna. |
| 19             | Sirius | 1843      | 1859       | Geruild tegen NRS 20.      |